# Coelichneumon sugiharai
Coelichneumon sugiharai là một loài tò vò trong họ Ichneumonidae.